# Драгомански манастир
Драгомански манастир Свети Петар и Павле је историјски манастир који се налази на Петровом врху, највишој тачки планине Чепан у Бугарској, у близини Драгомана. Манастир датира из времена цара Јована Асена II. Претпоставља се да се ту налази трачки храм из другог века пре нове ере посвећен богу Сабазију. Међу рушевинама храма налази се и велики камени крст, са натписом који се не може протумачити, и апсида.